# 時今也桔梗旗揚
『時今也桔梗旗揚』（ときは いま ききょうの はたあげ）は、歌舞伎の演目。通称『馬盥の光秀』（ばだらいの みつひで）。全五幕。時代物。勝諺蔵（四代目鶴屋南北）作、文化5年7月（1808年8月）江戸市村座初演。初演時の本外題は『時桔梗出世請状』（ときも ききょう しゅっせの うけじょう）。
外題の「時」は明智光秀が土岐家の末裔であった説と、謀反の直前愛宕山の宿坊で詠んだ連歌「天正十年愛宕百韻」における、光秀作の冒頭の第一句「時は今天が下知る皐月かな」に、「桔梗」は光秀の家紋にそれぞれ由来する。

## あらすじ
本能寺の変を題材とした『祇園祭礼信仰記』・『三日太平記』・『絵本太功記』などの先行諸作品をもとにしている。現在では序幕の『饗応の場』三幕目の『馬盥の場』『愛宕山連歌の場』のみが演じられる。

### 序幕 饗応の場（眉間割）
主君小田春永より、祇園社に任官の勅使世尊寺中納言饗応の役を仰せつかった武智光秀は、心をこめて内装飾り付けを行い、鷹狩りから帰った春永に検分してもらうが、しきたりどおり光秀の桔梗の紋の幕を飾ったことにかえって不興を買い、「饗応司光秀と世上へ沙汰する自分の晴れか。」「今日の馳走は春永じゃぞ。」無理難題を言われ叱責される。
それでも、光秀は「コハ存じよらぬ御うたがい、たとへまらうど客人何人にもいたせ、君命によって心を労し麁略を存ぜぬ光秀に、面目失ふ只今の御錠」と落ち着いて弁明するも、かえって主君の怒りが増し「身が手をおろすも汚らわしい。蘭丸、きゃつが生き面はれ」と森蘭丸によって鉄扇で討たれ、眉間を傷付けられた末に蟄居を命ぜられてしまう。口惜しさに涙を流す光秀だが「たとへ一命召されますとも、君臣の中、何恨み奉りませうや。」と殊勝な態度を示す。春長は冷ややかに「国に盗賊、家には鼠、ムム、そちゃしかも子の年、道理こそ恩知らずめ。したが蘭丸といふ逸物の猫にぶたれて、アノみすぼらしいなりわえ。エエ、面わえ」と嘲笑される破目になる。

### 二幕目 本能寺の場（馬盥の場）
本能寺の客間には、中国攻めに奮戦中の真柴久吉から馬盥に轡に活けられた錦木、光秀の妹桔梗から供せられた紫陽花と昼顔の花駕籠がある。春永は、久吉の活花を激賞するが光秀のを見たとたん機嫌を損ね、けなしている。だが、居合わせた桔梗や蘭丸のとりなしで春永は仕方なく光秀に対面を許す。嬉しそうに出てくる光秀。しかし主君の態度は「牛馬はもちろん犬も三日扶持なせばその恩を知り、尾を振ってしなだるる。畜類でもそのとおり、いわんや人間、惜しいかな其方にも、尾があらば振るであろうが、あたら侍に尾が無うて残念。残念」と痛烈な厭味を加え冷淡そのもの。
光秀は「たとへ、犬とも牛馬とも、思し召し下されても、御膝もとを許され、いかやふな役目なりとも相勤、御出陣の御供に、召し連られ下されば、生々世々の御高恩、ひとへに願い奉ります。」とひたすら主君にすがる。春永はその心根を褒めて「あらためて盃くりょう」と酒をふるまうが、馬の脚を洗う盥に酒を入れてさしだす有様。気分を害しながらも「君、君たらねど臣、臣たらざるこの光秀、思し召しの御盃、頂戴つかまつります」とあくまで我慢する光秀であった。
しかし春永の陰湿ないじめは終わらない。光秀が酒を飲むと、昔中国に主君におなじ目にあわされた班水が、のち主君に復讐した故事を持ち出し、「今、馬盥の盃に、臆する色なく受けしその振る舞い、ムハハハ、汝が胸に的中なしたか」と反逆を疑い、降格し久吉の命に従えと命じ、近江、丹波の領地没収をほのめかしたり、光秀がほしがっていた宝物と名刀日吉丸を他人に下げたりと、そのいじめは増長する。光秀は必死に無念に耐えるばかり。
調子に乗った春永は光秀に白木の箱を渡す。開けてみると女の黒髪、これはと不審がる光秀に春永は、かつて光秀が貧苦に苦しんでいた浪人時代に、客をもてなすため光秀の妻皐月が髪を切った過去を満座の中で暴露する。恥かしさと情けなさに光秀は「スリャこの髪は越路にて、光秀流浪のその砌り、煙も細き朝夕の、その世渡りにわずかなる値に変えて」と無念の思いを絞り出す。
しかし春永は冷笑して「まだこの上に、ほかに申すべき一条あれど、宿所にて待て」と言い棄てて奥へ向かう。一人残った光秀は復讐の念を抱いて去る。

### 三幕目 愛宕山連歌の場
愛宕山の光秀の宿舎の一室。妻の皐月と家臣の安田作兵衛（四方天但馬の場合もあり）が連歌師紹巴とともに光秀の身を案じているところへ、光秀がしおしおと帰ってくる。
光秀は思いつめた表情で作兵衛に何事かささやき去らせる。紹巴も去らせ、人払いをした後、光秀は白木の箱を皐月に見せ、恥辱を受けた苦渋を告白、夫婦ともども涙にくれる。そこで最前の紹巴が出て謀反を吹き込むが、光秀は無言で切り捨て「益なき悪事をすすめる紹巴。死骸をかたずけよ」と命じる。
そこへ、春永の家臣浅山多三、中尾弥太郎が主君の命を持ってやってくる。浅山が文を読もうとすると突如一陣の風が吹き明かりが消える。その間に光秀は死装束に着替え、妹の桔梗に三宝に載せた切腹用の短刀を運ばせる。明かりがつきこれはと驚く二人に、「うけたまらずとも光秀推察、丹波近江の両国をお取り上げの上使ならん。それゆえかかる死装束」もはやこれ以上の恥辱に耐えきれない。武士として死をもって抗議する。涙ながらすがる妻や妹を叱りつけ、光秀は、切腹の座につき浅山にどうせ首をはねるなら、そなたがわが君より拝領なしたる日吉丸にてお願いしたいと申し出、短冊に辞世の句を詠む。そこには
「時は今 天が下知る皐月かな」
と書かれていた。
浅山が刀を抜き、まさに光秀の切腹が行われようとした瞬間、光秀は隠し持った手裏剣で浅山を倒し、刀を奪い中尾も切る。そこで安田作兵衛が注進にかけつけ、武智の軍が本能寺を包囲し作戦は成功、わが君様それよりすぐじご出馬との知らせ。驚きあきれる皐月桔梗に「これよりすぐに出陣なすわ」と言い放つ光秀。二人の必死の慰留も「ヤア。今となっては益なき繰り言。一点四海を掌握なし栄華を極めんわが所存、その方たちの知ることならず。いらざる諌言、控えおろう」と一喝し取りつく島もない。もはやこれまでと自害する二人にも眼もくれず、光秀は高笑いとともに本能寺へ向かう。

## 演出と各場面

### 史劇のはしり
南北には珍しい時代物であるが、いじめる側といじめられ追い詰められていく側の心理描写や、普通人光秀が主君の理不尽ないじめによって謀反を起こす過程が見事に描かれ、丸本物にありがちな浄瑠璃を一切使わない点など、「我が国の史劇の先駆」（三宅周太郎）と評価されており、歌舞伎の作術を用いながらも近代的な香りが漂っている。

### 九代目團十郎と七代目團蔵の型
初演時の五代目松本幸四郎の陰惨な演技が好評で、「実悪をさせては、当時他にいたひてはないぞ」「奴請状の光秀なぞはおそろしいものじゃ。顔色をかへて仕打をきかれさるる斗でも肝にこたへる」などと当時の劇評に激賞されている。後、多くの名優に受け継がれた。今日でも上演されているのは、九代目市川團十郎と七代目市川團蔵の二つの型（演出）である。前者は「からりと男性的」、後者は「陰に籠った反逆児」という特色がある。
また、九代目團十郎は「本馬盥」と「愛宕山」の二場しか演じず、眉間を割る「饗応」がないのだからと、眉間の傷を付けずに演じた。これは團十郎が「饗応」を不得意としていたためとも言われている。対する七代目團蔵は「愛宕山」が不得意な一方で、團十郎が光秀を演じる際はわざと同じ役を演じて勝負したくらい、光秀の演技には絶対の自信を持っていたと言われる。
両優の後には、七代目市川中車や十一代目市川團十郎、十三代目片岡仁左衛門らが演じ、得意とした。中でも、初代中村吉右衛門は團蔵型に近代的なアレンジを施し、「饗応」での恨めしそうな悲壮感、「スリャ、この黒髪は・・・」の感傷たっぷりのセリフは今も語り草である。気の合わぬ者同士の葛藤から生じる悲劇は、吉右衛門によって「男の鏡山」と評されていた。
今日では十五代目片岡仁左衛門や二代目中村吉右衛門らが持ち役としている。

### 饗応
「饗応」の前に、旗をめぐる陰謀や光秀が蜘蛛の振る舞いを見て天下の大乱を予測する場面があるが今日ほとんど上演されない。「饗応」は春永の理不尽ないちゃもんに光秀の理路整然とした言いわけがうまく表現されているが、せき込む春永に落ち着き付き払った光秀に対比が見ものである。幕切れは　光秀が眉間を割った扇を恨めしげに見て顔を隠すやり方（團十郎）と光秀が様子を見に来た安田作兵衛と顔が合いハッとするやり方（團蔵）との二通りがある。

### 馬盥
「馬盥」では主君春永は一段と高い二畳台に坐り常に光秀を見下ろし、光秀は下に座って耐えるというよく計算された演出である。とくにこの場の春永は異常性格と思われるほど徹底したいじめを行う。それを演じることにより光秀が謀反に走るのが引き立つ。
幕切れの「箱叩き」では、光秀がもうこれまでと謀反の心を、箱を持ち直す（または箱を叩く）ことで表し、ここで祈の頭となる。なお「上手の襖から蘭丸が様子をうかがっている様をみせ、振り返った光秀が蘭丸と顔を合わせ、ここまで疑われているのかという絶望から『箱叩き』、つまり謀反の決意をするやり方にしています。」（十三代目片岡仁左衛門『芝居噺』より）という演出もある。そのあと、早舞の太鼓にのり早足でさっさと花道を退場することになっている。
馬盥の件りでは、九代目團十郎は合方なしでさらりと演じていたが、團蔵系（吉右衛門）は懐紙を持った右手を馬盥に当てるのをきっかけに合方を入れていた。この場での團十郎は戦国武将としての光秀を演じると解釈し、あっさりと謀反の野望を抱き、恨みには程遠い演技で、対して團蔵は一旦眼をむいて後、思い直してひっこむという恨みを強調した演技であったという。この場の光秀の衣装は紫紺の上下だが、團十郎は桔梗紋をくすんだ銀色にすることで陰鬱な感じを出すことに成功し、今日の型となっている。
團蔵型を演じた初代吉右衛門は、九代目を信奉する六代目坂東彦三郎から変更を強く求められたとき、泣きながら「私にはできません。」と拒絶した。（小宮豊彦「中村吉右衛門」より）とくに有名な「この切髪は越路にて、光秀流浪のそのみぎり」の悲痛な台詞は吉右衛門の名調子とされ、「はらわたをふりしぼるように言うところで、播磨屋（吉右衛門）の名調子が耳に残っています。」（十三代目仁左衛門）と後までも高く評価された。

### 愛宕山
この場面は『仮名手本忠臣蔵四段目』を下敷きとしている。大南北のすぐれた改作の手腕を見て取れる。
「愛宕山」では前半部の切髪をめぐる光秀と皐月のやりとりは時間の都合で割愛されることが多いが、夫婦の情愛を表現しており、仁左衛門は「なかなかいい場面」と評している。愁嘆場のしんみりした件から紹巴の死、さらに上使、そして切腹の用意へと舞台が重苦しく緊張するが、同時に光秀役者の演じどころである。このくだりについては、十三代目仁左衛門は「光秀は急がずゆっくりと演じて、しかも客席の心を引っぱってゆかねばなりません。神妙にはしているのだけれど、不気味さがひろがっていくというのがおもしろさで、光秀役者の力量がものをいいます。」と分析している。そして光秀による上使の殺害、作兵衛の注進と一気に展開が早まり、鬱々とした雰囲気が一気に爆発する。ここでの光秀の大見得は観客に一種のカタルシスをもたらす効果抜群であるが、三方を踏み砕き刀を担ぐ（團十郎）と中二階で欄干に足を掛け揚幕を見込む（團蔵）との二通りの見得がある。
「『作兵衛近う』『ハハッ』顔を見合すせ光秀が『ウフン』と笑うのが柝の頭で、『ウハハハハ』と大きく笑い、差し出す刀で作兵衛が鐙の上帯をほどいてぬぐうとキザミで幕となります。全体を、光秀は時代ものらしいスケールの大きさが必要な役です」（十三代目片岡仁左衛門）

### 幻の二幕目
二幕目「陣中切見店の場」は備中高松城攻めを舞台とし、陣中に遊郭ができ、久吉が料理をしたり佐藤正清が鮨屋になるほか、落語家の會呂利新左衛門が登場するなど、南北らしい楽しく奇抜な構想の場面がある。初演以降上演されていなかったが、平成30年（2018年）7月歌舞伎座の「三國無雙瓢箪久（出世太閤記）」にこの場面が採用されている。

## 初演時の配役
- 武智光秀…五代目松本幸四郎
- 小田春永…四代目澤村宗十郎
- 桔梗…中山岩次郎
- 森蘭丸…三代目尾上菊五郎
- 皐月…三代目市川團之助
- 安田作兵衛…七代目市川團十郎